# Архиепископ и митрополит карловачки Герман
Герман Анђелић (световно Григорије Анђелић, 10. августа 1822, Сремски Карловци — 26. новембра 1888, Сремски Карловци) је био архиепископ и митрополит карловачки од 1881. до 1888. године и један од браће Анђелића. Био је носилац аустријског Ордена гвоздене круне и српског Ордена Светог Саве.

## Световни живот
Григорије Анђелић, у монаштву Герман, рођен је 1822. године у Сремским Карловцима од оца Павла, пароха Саборне карловачке цркве, и мајке Ане, рођ. Шероглић. Отац је рано умро, када је Григорије имао седам година; мајка Ана млада удовица са четворо мале деце није се више удавала. Гимназију је он завршио у Сремским Карловцима, а такође и касније након студија - богословију. Студирао је филозофију у Пешти а затим Права у Шарошпатаку, захваљујући материјалној помоћи ујака Павла Шероглића, граничарског адвоката. Карловачку богословију завршили су 1845. године заједно браћа Анђелићи; Григорије се спремао за калуђерство, а млађи Стефан за мирско свештенство. На другој године богословије Григорије се "заклео" за јурата (правника) у Пожуну, а тек по завршеној богословији, положио је марта 1846. године адвокатски испит.

## Монашки живот
Ступио је 1846. године у митрополијску канцеларију у Карловцима. Отишао је следеће 1847. године у манастир Гргетег да буде искушеник. Замонашио га је 20. маја 1848. године архимандрит крушедолски Прокопије (Ивачковић) у манастиру Гргетегу. Рукоположио је сада калуђера Германа у чин јерођакона 12. маја 1848. године горњокарловачки епископ Евгеније (Јовановић). Када се црквена општина у Трсту обратила митрополиту Јосифу (Рајачићу) 1848. године, с молбом да им пошаље ђакона, избор је пао на јерођакона Германа. Шаљући им јерођакона Германа, Јосиф (Рајачић), сада већ патријарх, каже да:
„млади ђакон србски, славонски, немецки и латински и од чести маџарски говори“. Он је, наставља патријарх, „не само богословију овде у Карловци, но и философију и права на други мести с похвалним успехом завршио, даже и адвокационалну цензуру положио“.
Као ђакон храма Светог Спиридона у Трсту вршио је две године и учитељску дужност при црквено-школској општини. Од 1850. до 1866. године био је професор, а такође и ректор Карловачке богословије. За архиђакона је произведен 1853. године, поставши и конзисторијалним бележником, а синђелским достојанством одликован је 1858. године. Три године доцније, 1861, постаје протосинђел и, најзад, 1864. године архимандрит гргетешки.

### Епископско звање
После смрти заслужног епископа бачког Платона, 9. априла 1867. године, постаје мандатар, а потом и администратор епархије бачке. Када су Тршћани завршили свој нови храм, позвали су, 1869. године, патријарха Самуила (Маширевића) да освети храм. „У патријархово име дошао је да освети цркву архимандрит Герман Анђелић, који је двадесет година пре тога служио као ђакон у Трсту и произносио јектеније у старој и малој цркви Св. Спиридона“.
Исте године је архимандрит Герман изабран за епископа бачког. Како је патријарх Самуило (Маширевић) умро 7. јануара 1870. године, због дуго упражњене патријархове столице (sedis vacantis) новоизабраног епископа бачког, посвећен је за епископа тек 11. августа 1874. године од стране новог патријарха Прокопија (Ивачковића).

### Звање патријарха
После насилног пензионисања патријарха Прокопија, 1879. године, епископ Герман је постављен за администратора карловачке митрополије. Нико у митрополији није одобравао овај потез. Још веће ће незадовољство изазвати у српском народу и клиру његово именовање за патријарха 1881. године. прво је на изборном сабору добио је 12 гласова, док је 53 гласа освојио епископ будимски Арсеније Стојковић. Потом, бечки цар није потврдио избор епископа горњокарловачког Теофана, школског друга Германовог и највећег беседника 19. века, за патријарха, већ је за патријарха именовао епископа Германа.
Личност патријарха Германа још није довољно проучена, иако је о њему и његовом раду доста писано. Патријарх Герман је био човек широке руке и био је у могућности да од средстава добијених од даљског спахилука даје „стипендије, пензије и милостиње, на које је у току свога живота дао преко 60.000 форината, а са братом Стеваном за подизање карловачке гимназије 162.500 форината".
Но, ипак је остао ретко непопуларан. Народ му никада није могао заборавити на какав се начин успео на престо Арсенија Трећег и Четвртог. Томе је допринело и његово непријатељско држање према архимандриту Илариону Руварцу, кога је из Сремских Карловаца прогнао у манастир Гргетег.
Умро је 26. новембра 1888. године у Сремским Карловцима. Умирући оставио је у аманет своме брату Стефану, да сазида врло угледну зграду за гимназију и богословију у Карловцима; док је свештеничко-удовичком фонду у архидијецези оставио 40.000, а професорском пензионом фонду карловачке гимназије 60.000 круна.

## Критике
Сава Косановић, који се због римокатолитичких прозелитских сплетки, након аустроугарске окупације Босне и Херцеговине, повукао са трона дабробосанских митрополита (саветник у Земаљској влади, свештеник гроф Мирошевски му је отворено нудио унију са Римом) је имао негативан став према Герману Анђелићу. У писму свом наследнику на трону дабробосанских митрополита Георгију Николајевићу од 26. јула 1887. је написао да се с њим у Глајхенбергу (бања) налазе и Теофан Живковић, Герман Анђелић и бискуп Сењски Јурај Посиловић. Са Живковићем се дружио, а са Анђелићем као издајником Српства и Православља, Саво нема посла, ни у сусрету поздрава. Презирао га је. Осим Црне Горе, те сезоне је ту било Срба из свих српских предела, и сви су га презирали и клонили га се, као куге. Саву су сви поздрављали и пред њим скидали капе, на очиглед Анђелићу. По Сави, Герман се сасвим изменио, очи су му упале у главу као мртвацу, а из лица му је вирило неко очајање. Парком се сам вукао као пребијена змијурина или рањена орлушина. Гледајући га, Сави је пала на ум стихире по Св. Дамаскину: ђе ти је сада злато и сребро, слава и молва овога свијета?! Па остављајући то све, још, кукавни Германе, понијећеш у гроб и народње клетве и омразу. И у посланици, тада архимандриту - Никодиму Милашу, Германа Анђелића и не призна за патријарха.
Први број српског сатиричног листа Врач погађач, поред Јевреја, није поштедео у критици ни највише српске црквене јерархе. Тако је у тексту под називом Различице написано да је разлика између бившег патријарха Германа и тадашњег Георгија Бранковића у томе што је први братољубац, а други родољубац. Герман је даљским приходима помогао само свог брата, а Георгије помаже сав род свој. Своје рођаке је обасипао не само даљским приходима, него и многим другим народним приходима и стипендијама.